# П'єр Франсуа Ферхюльст
П'єр Франсуа Ферхюльст (фр. Pierre François Verhulst; нар. 28 жовтня 1804, Брюссель, Бельгія — †15 лютого 1849, там само) — бельгійський математик, відомий роботами в галузі моделювання чисельності населення.

## Біографія
Початкову освіту здобув у Брюсселі, у 1822 вступив до університету Гента, де в 1825 отримав докторський ступінь за роботи по теорії чисел. Протягом навчання отримав кілька нагород за роботи по варіаційному численню.
Бельгійська революція 1830 року та введення данських військ 1831 році частково відвернули Ферхюльста від досліджень, але всі його політичні починання закінчилися невдачею, що однак не завадило йому надалі досліджувати соціальні проблеми з математичної точки зору. Займався перекладом книг з фізики, з 1835 року став професором Брюссельського університету, де він викладав астрономію, небесну механіку, диференціальне та інтегральне числення, теорію ймовірності, геометрію і тригонометрію. Інтерес до вивчення теорії ймовірності виник у нього при спостереженні лотереї, але пізніше він виразив його по відношенню до політичної економії і демографічних питань. У той час ці області активно розвивалися завдяки роботам Томаса Мальтуса і накопиченню статистичних даних в науках про людство.
Найвідомішою роботою є формулювання логістичного рівняння для чисельності населення, що також зветься рівнянням Ферхюльста. Введений ним в рівняння Мальтуса додатковий негативний член, пропорційний квадрату швидкості росту відображає зменшення чисельності за рахунок обмеженості ареалу проживання або ж кількості ресурсів.
У 1840 році він стає професором бельгійського військового університету. За роботу по еліптичних функціях в 1841 році був обраний членом бельгійської Академії Наук. У 1848 році був обраний її президентом. Але, оскільки протягом життя мав слабке здоров'я, що турбувало його багато років, пробув на посаді лише рік, після чого помер у віці 45 років.
Ґрунтуючись на своїх розрахунках, Ферхюльст передбачив верхню межу чисельності населення Бельгії, рівну 9 400 000 осіб. Фактично, в 1994 році населення Бельгії становило 10 118 000 осіб, що при врахуванні чиннику міграції, дозволяє говорити про відносно хорошу точності оцінки.